# Nyctimene certans
Nyctimene certans (Andersen, 1912) è un pipistrello appartenente alla famiglia degli Pteropodidi, endemico della Nuova Guinea.

## Descrizione

### Dimensioni
Pipistrello di medie dimensioni, con la lunghezza della testa e del corpo tra 80,6 e 118 mm, la lunghezza dell'avambraccio tra 57 e 66,7 mm, la lunghezza della coda tra 12 e 30 mm, la lunghezza del piede tra 11 e 24 mm, la lunghezza delle orecchie tra 9 e 18,5 mm e un peso fino a 48 g.

### Aspetto
La pelliccia è molto lunga e lanosa. I peli delle parti dorsali sono tricolori, con la base dei peli marrone scura, la parte centrale bruno-grigiastra chiara e la punta marrone che donano un aspetto generale screziato, mentre le parti ventrali sono grigio-brunastre chiare con i fianchi fulvi. Lungo la spina dorsale è presente una sottile banda marrone scura, poco distinta sulla groppa. Il muso è corto, tozzo e largo, gli occhi sono grandi e con l'iride marrone. Le narici hanno la forma di due piccoli cilindri che si estendono ben oltre l'estremità del naso. Le orecchie sono ben separate tra loro, insolitamente corte, larghe, arrotondate e con i bordi gialli. Le ali sono ricoperte di macchie chiare e scure. La coda è corta e si estende completamente fuori dall'uropatagio, il quale è ridotto ad una sottile membrana lungo la parte interna degli arti inferiori.

## Biologia

### Comportamento
Si rifugia singolarmente o in coppie nel denso fogliame. È stata osservata volare più in alto rispetto alle altre specie di Nyctimene, appena sotto la volta forestale.

### Alimentazione
Si nutre di frutta, in particolare di fichi.

### Riproduzione
Alcune femmine catturate a novembre e febbraio erano gravide.

## Distribuzione e habitat
Questa specie è endemica della Nuova Guinea centrale e orientale. Gli individui della Nuova Britannia orientale precedentemente assegnati a questa specie, appartengono effettivamente a N. vizcaccia.
Vive nelle foreste primarie e secondarie, nei giardini, nelle foreste collinari e le foreste umide di montagna fino a 800 metri di altitudine.

## Conservazione
La IUCN Red List, considerato che la specie è comune all'interno del suo Areale e la sua popolazione non è in declino, classifica N. certans come specie a rischio minimo (Least Concern)).